# Americium(III)-bromid
Americium(III)-bromid ist ein Bromid des künstlichen Elements und Actinoids Americium mit der Summenformel AmBr3. In diesem Salz tritt Americium in der Oxidationsstufe +3 auf. 

## Darstellung
Americium(III)-bromid kann durch die Umsetzung von Americium(III)-chlorid mit Ammoniumbromid bei 400–450 °C unter Wasserstoffatmosphäre gewonnen werden.
{\displaystyle {\ce {AmCl3 + 3 NH4Br -> AmBr3 + 3 NH4Cl}}}

## Eigenschaften
Americium(III)-bromid ist eine farblose Ionenverbindung bestehend aus Am3+- und Br−-Ionen. Es kristallisiert im orthorhombischen Kristallsystem in der Raumgruppe Cmcm (Raumgruppen-Nr. 63) mit den Gitterparametern a = 406 pm, b = 1266 und c = 914 pm und vier Formeleinheiten pro Elementarzelle. Seine Kristallstruktur ist isotyp mit Plutonium(III)-bromid.